# Lanistes bicarinatus
Lanistes bicarinatus é uma espécie de gastrópode  da família Ampullaridae.
É endémica de República Democrática do Congo.